# Джеймс Леонард Брірлі Сміт
Джеймс Леонард Брірлі Сміт (англ. James Leonard Brierley Smith; 1897-1968) — південноафриканський іхтіолог та хімік. Відомий тим, що першим описав латимерію та ідентифікував як представника ряду целакантоподібних, який, як вважалося до того, вимер у крейдовому періоді.

## Біографія
Народився у містечку Графф-Рейнет 26 вересня 1897 року у Південній Африці. Здобув ступінь бакалавра з хімії в університеті Мису Доброї Надії у 1916 році та ступінь магістра хімії в Стелленбоському університеті у 1918 році. 1922 року здобув ступінь доктора філософії у Кембриджі. Повернувшись до Південної Африки, став старшим викладачем, а пізніше доцентом органічної хімії в університеті Родса у Гремстауні.

## Іхтіологія
У 1938 році Джеймсу Сміту прийшов лист від Марджорі Куртене-Латимер, кураторки музею Іст-Лондона про екземпляр незвичної риби невідомого виду. У лютому 1939 року Сміт прибув в Іст-Лондон та вивчив зразок. Він визначив, що це новий вид та рід риби, який належить до ряду целакантоподібних. До того часу целакантоподібні були відомі лише у викопному стані і вважалося, що вони вимерли 65 млн років тому. Рибу Сміт назвав на честь кураторки музею латимерією (Latimeria). 1952 року Сміт придбав на ринку ще один екземпляр латимерії, яку впіймали поблизу Коморських островів.
Разом з дружиною Маргарет, Сміт працював над монографією «Морські риби Південної Африки» (Sea Fishes of Southern Africa), яку опублікували у 1949 році. Крім того, Джеймс Сміт опублікував близько 500 наукових праць з іхтіології та описав 370 нових видів риб.

## Смерть та вшанування
Помер 8 січня 1968 року від отруєння випарами цианіду після багатьох років боротьби з раком. На його честь в університеті Родса засновано Інститут іхтіології Джеймса Сміта, який згодом перейменовано у Південноафриканський інститут водного біорізноманіття.